# Династия (сезон 1)
Первый сезон американского телесериала «Династия» (англ. Dynasty) выходил в эфир канала ABC с 12 января по 20 апреля 1981 года. Всего в сезоне 15 эпизодов.

## Сюжет
В первом сезоне рассказывается о том как Кристл стала жить в доме Кэррингтонов, о её непростых взаимоотношениях с дочерью Блейка — Фэллон, а также со слугами дома во главе с дворецким Джозефом Андерсом. Единственным союзником Кристл становится сын Блейка — Стивен, который конфликтует с отцом из-за своей гомосексуальности. У самого Блейка в это время сложности по работе, он ссорится с геологами, во главе с его давним знакомым Уолтером Лайкершимом и Мэттью Блейсделом, который был первой любовью Кристл и снова пытается вернуть прежние отношения. У Мэттью есть жена — эмоциональная и неуравновешенная Клаудия и дочь Линдсей, которые страдают из-за поведения Блейсдела. Лайкершим и Блейсдел пытаются оспорить у Кэрритнгтона права на нефтяное месторождение.
У Блейка возникают большие финансовые проблемы. К нему приходит помощь в лице его давнего друга и партнера Сесила Колби, главы компании «Колби-Ко», гораздо более могущественной чем «Денвер-Кэррингтон». Блейк и не подозревает, что Сесил оказал ему помощь по просьбе Фэллон, которую он взамен вынудил выйти замуж за своего племянника Джеффа. Фэллон и Джефф женятся, однако Фэллон продолжает вести разгульный образ жизни, в числе её любовников оказываются члены футбольной команды, принадлежащей компании Блейка, а также шофер Кэррингтона — Майкл. Между тем, Стивен постепенно сближается с Клаудией, и между ними начинается роман.
Однажды, вернувшись домой, Блейк застает в своем доме Стивена в объятиях любовника Теда Динарда. В ярости Блейк отталкивает Теда от сына, Динард ударяется головой и умирает. Блейк попадает под суд, во время которого в качестве свидетеля обвинения вызывают таинственную женщину…

## В ролях

### Основной состав
- Джон Форсайт — Блейк Кэррингтон
- Линда Эванс — Кристл Кэррингтон
- Памела Сью Мартин — Фэллон Кэррингтон Колби
- Эл Корли — Стивен Кэррингтон
- Джон Джеймс — Джефф Колби
- Бо Хопкинс — Мэттью Блейсдел
- Памела Беллвуд — Клаудия Блейсдел
- Кэти Куртцман — Линдсей Блейсдел
- Дэйл Робертсон — Уолтер Ланкершим

### Приглашённые звёзды
- Ли Берджер — Джозеф Андерс
- Питер Марк Ричман — Эндрю Лэрд
- Ллойд Бочнер — Сесил Колби
- Уэйн Нортроп — Майкл Калхейн
- Марк Уизерс — Тэд Динард
- Рик Ланц — Доктор Джордан
- Вирджиния Хокинс — Джаннетт Роббинс

## Описание эпизодов
Изначально пилотный эпизод сериала «Oil» транслировался, как трёхчасовой телевизионный фильм, который позже для показа в других странах и повторах и выхода был перемонтирован в три часовых эпизода. Под «часовым эпизодом» подразумевается время эфира — продолжительность серии с учётом рекламы. Средняя продолжительность эпизода без рекламы — 45-50 минут. На DVD эпизоды были выпущены в объединённом виде.
| № | №  | Название / Оригинальное название                           | Режиссёр            | Сценарист                            | Премьера в США  |
| --- | -- | ---------------------------------------------------------- | ------------------- | ------------------------------------ | --------------- |
| 1 | 1  | «Oil, Part 1 / Нефть, Часть 1»                             | Ральф Сененски      | Ричард и Эстер Шапиро                | 12 января 1981  |
| Нефтяной магнат Блейк Кэррингтон сделал предложение своей секретарше Кристл Дженнингс, и теперь они готовятся к свадьбе. Бывший возлюбленный Кристл, геолог Мэттью Блейсдел, работающий на Блейка, возвращается в Денвер со Среднего Востока. У Кристл возникают сомнения насчёт свадьбы. Сын-гей Блейка, Стивен, возвращается домой из Нью-Йорка, а его дочь, Фэллон, недовольна предстоящим браком и страшно ревнует отца к будущей мачехе. |    |                                                            |                     |                                      |                 |
| 2 | 2  | «Oil, Part 2 / Нефть, Часть 2»                             | Ральф Сененски      | Ричард и Эстер Шапиро                | 12 января 1981  |
| Старый друг Мэттью, Уолтер Ланкершим, обращается к мужчине за помощью и просит денег. Между тем, Мэттью отправляется на поиске своей жены Клаудии, которая провела в психиатрической лечебнице полтора года и сейчас здорова. Вместе с их дочерью Линдсей. супруги возвращаются домой. Блейк и Кристл готовятся к свадьбе. Уолтер уверен, что Блейк подстроил несчастный случай на его буровой вышке. |    |                                                            |                     |                                      |                 |
| 3 | 3  | «Oil, Part 3 / Нефть, Часть 3»                             | Ральф Сененски      | Ричард и Эстер Шапиро                | 12 января 1981  |
| Блейк и Кристл женятся, по этому случаю устраивается роскошный банкет, среди приглашённых — магнат Сесил Колб и его племянник Джефф. У Стивена с отцом происходит разговор о личной жизни юноши. После окончания банкета, Уолтер приезжает в особняк Кэррингтонов, чтобы разобраться с Блейком. Вмешательство Мэттью приводит к его увольнению из «Денвер-Кэррингтон». |    |                                                            |                     |                                      |                 |
| 4 | 4  | «The Honeymoon / Медовый месяц»                            | Роберт Си. Томпосон | Эдвард Дэ Бласио и Честер Крамхольтц | 19 января 1981  |
| Блэйк вынужден прервать медовый месяц из-за проблем на Среднем Востоке, Кристл учится управлять поместьем, Сэсил Колби делает Фэллон деловое предложение, а Стивен начинает работать на Мэттью Блэйсдэйла. |    |                                                            |                     |                                      |                 |
| 5 | 5  | «The Dinner Party / Званый ужин»                           | Дон Мэдфорд         | Честер Крамхольтц                    | 26 января 1981  |
| Блэйк устраивает званный ужин для Уолтера и Мэттью, желая вернуть Блэйсдэйла в свою компанию. Клаудия, жена Мэттью, уговаривает мужа пойти на вечеринку. Фэллон объясняет Кристал, как ведут себя богатые люди, а Сэсил предлагает во время вечеринки бескорыстную помощь Блэйку, предложив тайную сделку Фэллон — она должна выйти замуж за его племянника, Джеффа Колби. Мэттью признаётся в любви Кристл, а Стивен и Клаудия подружились. |    |                                                            |                     |                                      |                 |
| 6 | 6  | «Fallon’s Wedding / Свадьба Фэллон»                        | Филип Ликок         | Эдвард Дэ Бласио                     | 2 февраля 1981  |
| В Денвер прибывает бывший любовник Стивена, Тэд, и просит его вернуться домой в Нью-Йорк. Джефф и Фэллон сбегают в Лас-Вегас, где молодая пара женится. Желая помочь боссу, шофёр Блэйка, Майкл, в тайне подкупает банкира. Коллеги Стивена узнают о нетрадиционной сексуальной ориентации юноши. |    |                                                            |                     |                                      |                 |
| 7 | 7  | «The Chauffeur Tells A Secret / Водитель раскрывает тайну» | Ральф Сененски      | Эдвард Дэ Бласио                     | 16 февраля 1981 |
| Майкл узнаёт о сделке, которую Фэллон заключила с Сэсилом и рассказывает об этом Блэйку. У дочери Клаудии и Мэттью возникают проблемы в школе — одноклассник обидел её, сказав, что девочка закончит жизнь в психиатрической лечебнице. Между тем, Стивен и Клаудия сближаются, поцеловавшись во время доверительного разговора. |    |                                                            |                     |                                      |                 |
| 8 | 8  | «The Bordello / Бордель»                                   | Филип Ликок         | Эдвард Дэ Бласио                     | 23 февраля 1981 |
| Уолтер отвозит Стивена в публичный дом. Что-то идёт не так на буровой Уолтера, и Стивен обвинен в саботаже, и хотя он невиновен, он уволен с работы. План Блэйка теперь состоит в том, чтобы завладеть буровой вышкой Мэттью и Уолтера в момент слабости конкурентов. Kристл не нравятся методы работы Блэйка. Она закладывает изумрудное ожерелье, которое ей подарил муж, и дает взаймы Мэттью деньги, чтобы помочь бывшему возлюбленному. Она заказывает фальшивую копию, чтобы Блэйк ни о чём не догадался. Мэттью целует Kристл, но женщина отвергает его. |    |                                                            |                     |                                      |                 |
| 9 | 9  | «Krystle’s Lie / Ложь Кристал»                             | Дон Мэдфорд         | Эдвард Дэ Бласио                     | 2 марта 1981    |
| Мэттью узнаёт, кто виновен в сбоях в работе вышки. Стивену предлагают его работу назад, но он отказывается. Клаудия узнаёт об отношениях Мэттью и Kристл. Линдси кажется, что родители поженились только из-за того, что ожидали её рождения. Любовник Стивена, Тэд, пытается вернуться в жизнь возлюбленного, но Фэллон делает всё, что может, чтобы держать их подальше друг от друга. Блэйк выясняет, что Кристл пьёт принимает противозачаточные таблетки, ему кажется, что жена не хочет иметь от него детей. Он напивается и фактически насилует Кристл.  |    |                                                            |                     |                                      |                 |
| 10 | 10 | «The Necklace / Ожерелье»                                  | Филип Ликок         | Эдвард Дэ Бласио                     | 2 марта 1981    |
| Блэйк просит прощения у Кристл за своё недавнее поведение, и женщина прощает его. Майкл узнаёт о подмене ожерелья и рассказывает об этом Фэллон. Линдси узнаёт, что Клаудия переспала со Стивеном, а Мэттью и Уолтер наконец нашли нефть. |    |                                                            |                     |                                      |                 |
| 11 | 11 | «The Beating / Нападение»                                  | Дон Мэдфорд         | Эдвард Дэ Бласио                     | 9 марта 1981    |
| Джефф возвращается домой, закончив дела на Ближнем Востоке и понимает, что его отношения с Фэллон оставляют желать лучшего. Стивен решает начинать работать на Блэйка и переезжает в свою собственную квартиру. Блэйк узнаёт о романе своего шофёра Майкла и Фэллон и нанимает людей, чтобы его избить. |    |                                                            |                     |                                      |                 |
| 12 | 12 | «The Birthday Party / Вечеринка по случаю Дня рождения»    | Бёрт Бринкерхофф    | Эдвард Дэ Бласио и Ричард Шапиро     | 16 марта 1981   |
| Блэйк узнаёт, что Кристл продала ожерелье. Он не говорит об этом жене, но запугивает её намёками. Джефф узнаёт, что его брак с Фэллон — лишь часть сделки и делает все, чтобы смутить жену. Во время вечеринки по случаю дня рождения Блэйк он говорит Сесилу и Фэллон всё, что о них думает Тэд всё ещё пытается вновь сойтись со Стивеном. Мэттью возвращает деньги Кристл — она хочет выкупить своё ожерелье, но узнаёт, что его уже продали. |    |                                                            |                     |                                      |                 |
| 13 | 13 | «The Seperation / Расставание»                             | Габриэль Бамон      | Эдвард Дэ Бласио                     | 23 марта 1981   |
| Дворецкий Джозеф всячески показывает Kристл, что она не принадлежит семейству Кэррингтон. Кристл понимает, что это Блэйк выкупил ожерелье. После ссоры с мужем, Кристл уходит от Блэйка. Стивен рассказывает Клаудии, что провёл ночь с Тэдом, но теперь хочет порвать отношения с ними обоими. Тэд приходит в особняк Кэррингтонов, чтобы попрощаться со Стивеном, где их застаёт Блэйк — он приходит в бешенство. Между мужчиной и молодым человеком происходит драка, в результате которой Тэд ударяется головой и умирает.                                  |    |                                                            |                     |                                      |                 |
| 14 | 14 | «Blake Goes To Jail / Блэйк отправляется в тюрьму»         | Дон Мэдфорд         | Эдвард Дэ Бласио                     | 13 апреля 1981  |
| Блэйк арестован за убийство Тэда, а вскоре над ним должен состояться суд. Обвинитель — Джейк Дунхэм, старый друг Клаудии и Мэттью, который ненавидит Блэйка и его семью. Kристл узнаёт о неприятностях мужа и решает вернуться к нему, чтобы поддержать. Фэллон боится за своего отца и лжёт во время свидетельских показаний. А Стивен наоборот рассказывает правду о том, что действительно случилось, что становится причиной разногласий между ним и Фэллон.                                                                                                |    |                                                            |                     |                                      |                 |
| 15 | 15 | «The Testimony / Показания свидетеля»                      | Дон Мэдфорд         | Эдвард Дэ Бласио                     | 20 апреля 1981  |
| Суд над Блэйком продолжается. Джозеф, Клаудия и Kристл должны свидетельствовать. Клаудия вынуждена признаться, что у неё был роман со Стивеном. Мэттью приходит в бешенство и пытается напасть на Блэйка прямо во время судебного процесса. После дачи показаний, Клаудия собирает вещи и уезжает с дочерью, но по дороге они попадают в аварию, получив серьёзные повреждения. Джейк Дунхам вызывает нового свидетеля, и входит таинственная женщина, которой оказывается Алексис Моррелл Кэррингтон — первая жена Блейка…                                     |    |                                                            |                     |                                      |                 |

## Популярность
Сериал быстро привлёк внимание зрителей, и растущая популярность привела к том, что к концу второго сезона, закончившегося в следующем году после премьеры шоу, «Династия» заняла первую строчку в Топ-20 самых рейтинговых шоу с показателем 21,2 миллиона зрителей, где продержалась со второго по седьмой сезоны.

## Выход на DVD
Первый сезон сериала поступил в продажу 19 апреля 2005 года. 15 эпизодов общей продолжительность 719 минут размещены на четырёх дисках, на которых также были изданы дополнительные материалы — комментарии Эстер Шапиро ко всем трём частям пилотного эпизода «Oil»; комментарии Эстер Шапиро и Эла Корли к эпизодам «The Separation» и «The Testimony»; документальный ролик о сериале «Family, Furs & Fun», а также два коротких интервью с Элом Корли и Памелой Сью Мартин об их персонажах («Character Profile: Fallon Carrington Colb» и «Character Profile: Steven Carrington»). Также на дисках есть португальская и испанская звуковые дорожки и субтитры на этих языках, включая английский.